# Naturschutzgebiet Lippeaue (RE-029)
Das Naturschutzgebiet Lippeaue (RE-029) liegt auf dem Gebiet der Städte Datteln, Dorsten, Haltern am See, Marl und Waltrop im Kreis Recklinghausen in Nordrhein-Westfalen.
Das mit etwa 2169,5 ha größte Naturschutzgebiet im Kreis wurde im Jahr 1992 unter der Schlüsselnummer RE-029 unter Naturschutz gestellt. Es erstreckt sich zwischen der Kernstadt Dorsten im Westen und der Kernstadt Datteln im Osten entlang der Lippe. Das Gebiet wird ganz im Westen von der A 31 und im mittleren Bereich von der A 43 gekreuzt. Unweit südlich befindet sich der Wesel-Datteln-Kanal.